# Transeius muricatus
Transeius muricatus är en spindeldjursart som först beskrevs av Charlet och D. McMurtry 1977.  Transeius muricatus ingår i släktet Transeius och familjen Phytoseiidae. Inga underarter finns listade i Catalogue of Life.